# ルキウス1世 (ローマ教皇)
ルキウス1世（Lucius I, 200年? - 254年3月5日）は、ローマ教皇（在位：253年6月25日 - 254年3月5日）。ローマ出身。父親の名前はポルフィリウスであったという。
トレボニアヌス帝の迫害下に教皇に選出され、前任者のコルネリウスと同じように逮捕された。しかし、後をついだウァレリアヌス帝が迫害の手をゆるめたため解放された。ルキウス1世はコルネリウスと同じような思想を持っていたことがキュプリアヌスの書簡から伺われる。結局、ヴァレリアヌス帝の迫害下で殉教することになったようであるが、くわしいことはわからない。
ルキウス1世の墓地は現在もローマのサン・カリストゥスのカタコンベにある。後に遺体は聖セシリアの遺体と共に聖チェチーリア教会に移されたという。さらに1100年頃、遺物がデンマークのロスキレに運ばれ、シェラン島の守護聖人であることからコペンハーゲンのアンスガリオ教会に安置されたという。しかし、デンマークに吹き荒れた宗教改革の嵐の中で、ルキウス1世関係の遺物はほとんどが失われてしまった。
カトリック教会の聖人であり、記念日は3月4日である。